# Nezaposlenost
Nezaposlenost se u ekonomskom smislu javlja ako postoje kvalificirani radnici koji su voljni raditi po nadnicama ponuđenima na tržištu, ali ne mogu naći zaposlenje. Dakle, nezaposlene osobe starije su od 16 godina, sposobne i voljne raditi i aktivno traže posao, ali su bez posla.
Stopa nezaposlenosti je broj nezaposlenih radnika podijeljen s ukupnim brojem radno sposobnog stanovništva (osobe između 16 i 65 godina).  Apsolutnom nezaposlenošću naziva se točan broj nezaposlenih osoba, a relativnom nezaposlenošću stopa nezaposlenosti, odnosno, omjer nezaposlenih osoba i radne snage. Pri tome se radnom snagom smatra zbroj zaposlenih i nezaposlenih osoba.

## Vrste nezaposlenosti

### po strukturi tržišta
Razlučujući strukturu današnjih tržišta rada, ekonomisti identificiraju tri različite vrste nezaposlenosti:
- Frikcijska nezaposlenost
- Strukturna nezaposlenost
- Ciklička nezaposlenost

#### Frikcijska nezaposlenost
Frikcijska nezaposlenost nastaje zbog neprekidnog kretanja ljudi između različitih područja i radnih mjesta ili kroz različita životna razdoblja. Budući da frikcijski nezaposleni radnici često mijenjaju radna mjesta ili traže bolja, drži se katkad da su oni dobrovoljno nezaposleni.[nedostaje izvor]

#### Strukturna nezaposlenost
Strukturna nezaposlenost označava raskorak između ponude i potražnje za radnicima. Raskoraci mogu nastati zato što potražnja za jednom vrstom rada raste, dok se potražnja za nekom drugom vrstom smanjuje, a ponuda se ne prilagođava dovoljno brzo. Ukazuje na nesklad u ponudi i potražnji za radnicima zbog toga što određeni sektori tehnološki zastarijevaju, a drugi se brže razvijaju i potražnja za jednom vrstom rada smanjuje se istodobno kada se za drugom vrstom rada povećava (npr. radnici u brodogradilištu).

#### Ciklička nezaposlenost
Ciklička nezaposlenost postoji kad je ukupna potražnja za radom niska. Kako ukupna potrošnja i tzv. output padaju, nezaposlenost raste praktički svuda. Na primjer, u recesiji cjelokupna potražnja za radom pada i nezaposlenost raste u svim sektorima i područjima.

### po voljnosti radnika
Promatrajući voljnost radnika za rad pri određenoj visini nadnica razlikuju se:
- Dobrovoljna nezaposlenost
- Prisilna nezaposlenost

#### Dobrovoljna nezaposlenost
Dobrovoljna nezaposlenost nastaje onda kada radnici ne žele raditi po aktualnim tržišnim nadnicama.

#### Prisilna (nedobrovoljna) nezaposlenost
Za radnike se kaže da su prisilno nezaposleni kada žele raditi za nadnice kakve prevladavaju na tržištu, ali ne mogu pronaći posao.

## Utjecaj nezaposlenosti
I danas nezaposlenost ostaje središnji problem suvremenih tržišnih gospodarstava. Kad je nezaposlenost visoka, resursi se rasipaju, a dohodci ljudi se osipaju. Naravno, tijekom takvih razdoblja, ekonomske nevolje pogađaju i osjećaje ljudi i njihove obiteljske živote .

### Ekonomski utjecaj
Visoka nezaposlenost utječe na smanjenje BDP-a (Bruto domaći proizvod). Znači, tom prilikom ne koristimo resurse koliko je to moguće, tako da nismo u prilici proizvesti dobra i usluge, koji će omogućiti ljudima da prežive i uživaju. Gubitci u razdobljima visoke nezaposlenosti najveći su dokumentirani gubitci u suvremenoj ekonomiji.

### Društveni utjecaj
Iako je ekonomski trošak nezaposlenosti visok, niti kakav novac ne može adekvatno prikazati humani, socijalni i psihološki danak u razdobljima trajne prisilne nezaposlenosti. Psihološke studije ukazuju da je otpuštanje s posla jednako traumatski događaj kao i smrt bliskog prijatelja ili neuspjeh u školi. Nezaposlenost nerijetko dovodi do gubitka samopoštovanja, određenih mentalnih bolesti, problema unutar obitelji i raspada brakova. Utvrđena je povezanost između rasta stope nezaposlenosti i rasta stope kriminaliteta i stope samoubojstava.